# HMS Resolute (1850)
HMS Resolute  (1850, рус. Резолют) — барк ВМС Великобритании, оборудованный для арктических исследований, построен в 1850 году. Во время арктической экспедиции застрял во льдах и был оставлен экипажем, впоследствии был вызволен американским китобойным судном, отремонтирован и возвращён флоту Её Величества. В переводе на русский Resolute означает «Решительный».

## История
Изначально корабль был заложен под названием HMS Refuge, но спустя месяц после постройки зачислен в состав флота как HMS Resolute. В 1852 году барк «Резолют» принял участие в экспедиции в составе четырёх кораблей под командованием Эдварда Белчера, целью экспедиции был поиск следов пропавшей арктической экспедиции Джона Франклина которая исследовала северо-западные пути в Азию. «Резолют» был в составе четырёх кораблей, которые прошли Баффинов залив на запад, остальные два корабля исследовали Северо-Западный проход в восточном направлении от Аляски. Каждый из кораблей следовал своим маршрутом отдельно от остальных для поиска каких-либо следов кораблей HMS Terror и HMS Erebus из экспедиции Джона Франклина. Команда «Резолюта» вынуждена была перезимовать во льдах в 1853 году, а шторм в августе того же года увлёк корабль вместе со льдами восточнее острова Дили. Весной 1854 года «Резолют» всё ещё оставался в ледовом плену, и капитаном было принято решение убрать паруса в трюм и, оставив корабль, пешим ходом достичь по льду другие корабли экспедиции. Британское правительство объявило в «The London Gazette», что «Резолют» все ещё является собственностью Её Величества королевы Виктории.
В общей сложности поисками экспедиции Франклина занимались 39 полярных экспедиций, почти все из которых были снаряжены благодаря усилиям его жены, леди Джейн Франклин, потратившей на это всё своё состояние. Две поисковых экспедиции снарядил Генри Гриннелл, бизнесмен из Нью-Йорка. Лишь в 1857−1859 годах экспедиция Фрэнсиса Леопольда Мак-Клинтока обнаружила вещи участников экспедиции и останки некоторых из них. В найденных записках содержалась информация о том, что корабли попали в ледовый плен. Франклин пережил две зимовки во льдах и скончался 11 июня 1847. Все участники экспедиции погибли от голода и болезней. Могила Франклина не была найдена. В Лондоне в Вестминстерском аббатстве, где похоронены многие выдающиеся люди страны, ему установлен памятник. Ещё один памятник ему находится в его родном городе Спилсби. На Аляске и Канаде в честь Джона Франклина названы мыс, горы, залив и пролив.
10 сентября 1855 года «Резолют» был обнаружен командой американского китобойного судна «Джордж Генри» недалеко от берегов Баффиновой земли, примерно в 1900 километрах от места где «Резолют» был оставлен командой. Американцы освободили Резолют ото льда, надстроили штанги, подняли паруса и привели корабль в Нью-Лондон штата Коннектикут 24 декабря 1855 года. После осмотра корабля в порту Нью-Лондона представители британского правительства отказались от прав на «Резолют». Вскоре Генри Гриннелл, снаряжавший две экспедиции для поиска следов Франклина, убедил американское правительство выкупить «Резолют», отремонтировать его и возвратить Великобритании в качестве жеста доброй воли американцев. Конгресс США выкупил Резолют за 40 000 долларов США, переоборудовал его и возвратил Великобритании. 17 декабря 1856 года корабль был представлен королеве Виктории.
В составе Королевского военно-морского флота Великобритании «Резолют» прослужил до 1879 года, когда был выведен из состава флота и разобран.

## Стол Резолют
По приказу британского правительства из древесины Резолюта был изготовлен письменный стол, который был подарен в знак доброй воли и в благодарность за возвращение корабля президенту США Резерфорду Хейзу в 1880 году. С тех пор стол использовался каждым президентом США, кроме Линдона Джонсона, Ричарда Никсона и Джеральда Форда, большинство президентов использовало стол в Овальном кабинете, но некоторые использовали его в жилых помещениях Белого дома. Президент Дуайт Эйзенхауэр стал первым президентом, который удалил стол Резолют из Овального кабинета, возвращён стол был только при Джоне Кеннеди, а потом при Джимми Картере.
Из древесины «Резолюта» был также изготовлен второй стол, называемый «Стол Гриннелла» или «Стол королевы Виктории». Второй стол был подарен вдове Генри Гриннелла в благодарность за его вклад в поисках экспедиции Джона Франклина. Впоследствии он был подарен музею города Нью-Бедфор в штате Массачусетс и находится там по сей день.
Широкую известность в мире оба стола получили благодаря американскому фильму Сокровище нации: Книга тайн с Николасом Кейджем в главной роли. По сюжету фильма в тайнике, оборудованном в столах, хранятся таблички с ольмекской письменностью за которыми и охотится герой Николаса Кейджа. По сюжету фильма второй стол находится в Букингемском дворце в Лондоне, и персонажам фильма приходится преодолевать ряд препятствий для достижения цели, в реальности второй стол находится в музее города Нью-Бедфорд.

## Память
В честь барка «Резолют» в Канаде названо эскимосское поселение Резольют.